# Anthurium tikunorum
Anthurium tikunorum är en kallaväxtart som beskrevs av Richard Evans Schultes. Anthurium tikunorum ingår i släktet Anthurium och familjen kallaväxter. Inga underarter finns listade.